# Il diario segreto di Laura Palmer
Il diario segreto di Laura Palmer (The Secret Diary of Laura Palmer) è un romanzo scritto da Jennifer Lynch e pubblicato nel 1990.

## Storia editoriale
Pubblicato nel  settembre del 1990 per un totale di 184 pagine, il 28 ottobre il New York Times lo classificò al quarto posto tra i libri più venduti del mese. In Italia, uscì in libreria e inoltre ne venne allegato un breve estratto al settimanale Tv Sorrisi e Canzoni.
Nel diario, che è stato d'ispirazione per il film-prequel Fuoco cammina con me, mancano diverse pagine strappate da BOB. Quella scritta tra il 22 e il 23 febbraio 1989 (giorno della morte di Laura) viene consegnata a Donna Hayward dopo la morte di Harold Smith nel corso della seconda stagione del serial tv.
Nel mese di maggio 2017, il romanzo torna nelle librerie dopo oltre vent'anni dalla prima pubblicazione, mantenendo la stessa copertina e approfondito in alcune note.

## Trama
Il diario inizia il 22 luglio 1984, giorno del dodicesimo compleanno di Laura Palmer, e si conclude nel 1990 in una data imprecisata. In questi sei anni si raccontano il rapporto con i genitori, l'amicizia con Donna e l'affetto per la cugina Maddy, il primo bacio, l'amore per Bobby Briggs e James Hurley, la  passione per le droghe e per la dissoluta e promiscua vita sessuale, le sue esperienze di lavoro fino alla sua ossessione per BOB e la morte. Nel diario vengono citati i suoi legami con Audrey Horne, Margaret Latterman (la Signora Ceppo), Norma Jennings, Johnny Horne, Ronette Pulaski, il dottor Jacoby, il dottor Hayward, Leo Johnson, Jacques Renault, Josie Packard e Harold Smith.